# پیتر وینت
پیتر وینت (انگلیسی: Peter Windt؛ زادهٔ ۳ مهٔ ۱۹۷۳ در ویندام) بازیکن هاکی روی چمن اهل هلند بود. این مدافع و هافبک اولین بازی خود را برای هلندی‌ها در ۲۱ ژانویه ۱۹۹۷ در دیدار با آرژانتین انجام داد. وی ۶۹ بازی بین‌المللی برای هلند انجام داد بدون اینکه هیچ گلی به ثمر برساند. او یکی از اعضای تیمی بود که در المپیک تابستانی ۲۰۰۰ در سیدنی مدال طلا کسب کرد.